# Piołunka
Piołunka est une localité polonaise de la gmina de Sędziszów, située dans le powiat de Jędrzejów en voïvodie de Sainte-Croix.